# Gillis Heimer
Gillis Heimer, född den 25 mars 1913 i Östersund, död den 6 december 2000 i Uppsala, var en svensk jurist och ämbetsman. Han var far till Gun Heimer.
Heimer avlade studentexamen 1932, examen från Schartaus handelsinstitut 1933 och juris kandidatexamen vid Stockholms högskola 1942. Han blev extra länsbokhållare i Norrbottens län 1942, extra ordinarie länsbokhållare där 1945, extra ordinarie taxeringsinspektör samma år, länsbokhållare av andra klassen 1949, länsbokhållare av första klassen 1950, länsassessor i Norrbottens län 1952, i Uppsala län 1955, tillförordnad taxeringsintendent där 1960, förste assessor vid Överståthållarämbetet 1963 och förste  taxeringsintendent där 1965. Heimer var landskamrerare i Uppsala län 1968–1971, länsråd där 1971–1978, landshövdingens ställföreträdare 1971–1974 och lagman i Länsrätten i Uppsala län 1979–1980. Han blev riddare av Nordstjärneorden 1964 och kommendör av samma orden 1974. Heimer vilar i minneslund på Uppsala gamla kyrkogård.